# Pendabah
Pendabah is een bestuurslaag in het regentschap Bangkalan van de provincie Oost-Java, Indonesië. Pendabah telt 3451 inwoners (volkstelling 2010).